# Laurentina (métro de Rome)
Laurentina est une station terminus de la ligne B du métro de Rome. Elle tient son nom de sa proximité avec la via Laurentina.

## Situation sur le réseau
Établie en souterrain, la station Laurentina est située sur la ligne B du métro de Rome, après la station EUR Fermi, en direction de Rebibbia (B) ou Jonio (B1).

## Histoire
Créé en 1955 comme terminus de la ligne, cette station fut totalement détruite et reconstruite en 1990.

## À proximité
- Abbaye de Tre Fontane
- Archives centrales de l'État
- Via Laurentina